# Kurek sinopłetwy
Kurek sinopłetwy (Chelidonichthys obscurus) – gatunek morskiej ryby skorpenokształtnej z rodziny kurkowatych (Triglidae).

## Taksonomia
Gatunek po raz pierwszy naukowo opisał niemiecki fizyk i przyrodnik Johann Julius Walbaum w 1792 na podstawie okazu z Morza Śródziemnego, pod nazwą Trigla obscura, w pracy zatytułowanej Petri Artedi sueci genera piscium. Z rodzaju Trigla kurek sinopłetwy przeniesiony został do Aspitrigla, a następnie do Chelidonichthys.

## Rozmieszczenie i środowisko
Kurek sinopłetwy jest rybą morską. Występuje we wschodnim Atlantyku, od południowego wybrzeża Wysp Brytyjskich do Mauretanii, także w wodach wokół Madery, Wysp Selvagens i Azorów. Obecny również w Morzu Śródziemnym, z wyjątkiem Morza Czarnego. Sporne było jego występowanie w Morzu Egejskim, natomiast zgodnie ze stanem wiedzy na 2018 wiadomo, że pojawia się i tam. Według niektórych źródeł nieobecny we wschodniej części Morza Lewantyńskiego. W tunezyjskiej Małej Syrcie jest to ryba pospolita. Zasięg występowania C. obscurus zamyka się w obszarze 53°N–15°N, 32°W–36°E, obejmując wody Wielkiej Brytanii, Irlandii, Francji, Hiszpanii (w tym Wysp Kanaryjskich), Gibraltaru, Portugalii (w tym Madery i Azorów), Monako, Włoch, Malty, Słowenii, Chorwacji, Bośni i Hercegowiny, Czarnogóry, Albanii, Grecji, Turcji, Cypru, Syrii, Libanu, Izraela, Egiptu, Libii, Tunezji, Algierii, Maroka, Sahary Zachodniej i Mauretanii. W podziale na regiony rybołówstwa FAO (ang. FAO Major Fishing Areas) gatunek notowany w regionach północno-wschodniego Atlantyku (27), środkowo-wschodniego Atlantyku (34) oraz Mórz Śródziemnego i Czarnego (37).
Prowadzi denny tryb życia, na szelfie kontynentalnym, nad miękkim podłożem. Bytuje na głębokości do 170 m. Widywany także na załamaniu szelfu, gdzie jego obecność związana jest z siedliskiem liliowców z rodzaju Leptometra.

## Morfologia
Osiąga do 34 cm długości całkowitej. Wymiary przykładowego osobnika (15 cm TL) w odniesieniu do długości całkowitej: długość standardowa – 85,0%, długość ogonowa – 97,7%, długość przedanalna – 42,3%, długość przedgrzbietowa – 24,7%, długość przedbrzuszna – 18,1%, długość przedpiersiowa – 20,2%, głębokość ciała – 15,7%, długość głowy – 24,1%, średnica oka – 18,5% długości głowy. Od innych kurków odróżnia go duża głowa pokryta kostnymi płytkimi kolczasto zakończonymi, z wieloma zagłębieniami i grzbietami (sprawia to wrażenie jakby głowa była opancerzona), ale z dobrze zaznaczoną częścią potyliczną; nieco wcięte rostrum. Dwie płetwy grzbietowe – pierwsza z 10–11 promieniami twardymi, przy czym pierwszy z nich wyraźnie wydłużony, druga z 17–19 miękkimi; płetwa odbytowa z 17–18 promieniami miękkimi; płetwy brzuszne z jednym twardym i 5 miękkimi; płetwy piersiowe z 10 promieniami miękkimi i trzema promieniami przekształconymi w wolne (nie są związane błoną) i ruchliwe, palczaste wyrostki (co jest cechą charakterystyczną dla całej rodziny). Pełnią one funkcję motoryczną, tzn. ułatwiają rybie poruszanie się po dnie, przytrzymują i stabilizują ciało, a także czuciową, przede wszystkim smakową. Na pierwszym łuku skrzelowym znajduje się 7–11 wyrostków filtracyjnych. Kręgosłup jest zbudowany z 36-37 kręgów. Wzdłuż linii bocznej występuje 68–70 łusek przypominających zrogowaciałe płytki. Grzbiet czerwony, boki różowo opalizujące, brzuch jasny, płetwy piersiowe ciemnoniebieskie, pozostałe różowe.

## Odżywianie
Kurek ten żywi się głównie skorupiakami – dziesięcionogami (krewetkami Aegaeon lacazei, Alpheus glaber, miękkoodwłokowcami Galathea intermedia, krabami Goneplax rhomboides, Liocarcinus corrugatus), obunogami (Ampelisca typica, Eusiroides dellavallei), widłonogami Caligus lacustris, rzadziej rybami (np. Callionymus risso z rodziny lirowatych). W jego diecie sporadycznie występują glony. Badania przeprowadzone w latach 1985–1986 na 372 osobnikach wykazały, że średnia zawartość skorupiaków w żołądkach tych ryb wynosiła 76% całkowitej masy pokarmowej.

## Znaczenie gospodarcze
Znaczenie gospodarcze kurka sinopłetwego jest niewielkie. Poławiany komercyjnie jedynie w basenie Morza Śródziemnego. Obecny jest na rynkach miejscowości położonych nad Morzem Tyrreńskim, na Sycylii i w Maroku, rzadziej we Francji, miejscowościach nadadriatyckich, Grecji, Turcji, na Cyprze i w Tunezji. Sprzedawany świeży lub schłodzony. Poławiany przy pomocy m.in. niewodów, włoków, sieci skrzelowych.

## Ochrona i zagrożenia
Od 2015 (stan 2018) IUCN uznaje kurka czerwonego za gatunek najmniejszej troski (LC). Ze środkowo-wschodniego Atlantyku nie są znane poważniejsze zagrożenia dla tego gatunku. W Turcji uważany za gatunek narażony. Wśród głównych występujących tam zagrożeń wymienia się degradację siedlisk, eutrofizację wód i nadmierne połowy. Mimo spadku liczebności tamtejszej populacji priorytet działań ochronnych określono jako niski.